# Novö Piano II
Novö Piano II è un album di cover fatte con il pianoforte di hit degli anni 1990/2000 di vari artisti del direttore d'orchestra nonché pianista francese Maxence Cyrin pubblicato nel 2015 che segue il suo primo progetto del 2009 Novö Piano.

## Tracce
1. Clubbed To Death – 4:04
2. Le Courage Des Oiseaux – 3:42
3. If Only Tonight We Could Sleep – 4:05
4. Walking in the Rain (feat. Miss Kittin) – 4:06
5. Lovely Head – 4:25
6. Black Hole Sun – 2:49
7. Hyperballad – 5:51
8. Jesus Blood Never Failed Me Yet – 6:41
9. Eyes Without A Face (feat. DJ Frantic) – 4:36
10. Jump – 2:22

Durata totale: 42:41